# Chlorooddychanie

Prawdopodobny model chlorooddychania zachodzącego w chloroplastach. Ndh – kompleks dehydrogenzany NADH, OAX – oksydaza występująca w chloroplastach, PQ – plastochinon, PQH – plastochinol, FNR – reduktaza ferredoksyna – NADP, TH? – prawdopodobna transhydrogenaza.

Chlorooddychanie, chlororespiracja – zjawisko podobne do łańcucha oddechowego, jednakże zachodzące w chloroplastach. W chloroplastach glonów i roślin wyższych możliwa jest niefotochemiczna redukcja puli plastochinonu ze zużyciem NADH lub NADPH. Plastochinon może być następnie utleniany przez mało znaną oksydazę. W efekcie zachodzenia chlorooddychania chloroplasty mogą zużywać NADPH i wytwarzać gradient protonowy wykorzystywany do syntezy ATP. Natężenie procesu redukcji plastochinonu bez udziału światła jest niewielkie, jego rola nie jest znana, a samo zjawisko jest zbadane w niewielkim stopniu. 
Po raz pierwszy dowody na zachodzenie niefotochemicznej redukcji plastochinonu przedstawiono w 1982. Znaczenie chlorooddchania wyjaśniano jako mechanizm zapewniający przetwarzanie ATP i NADPH generowanego w procesie glikolizy. W dalszych badaniach stwierdzono występowanie w błonach tylakoidów kompleksu dehydrogenazy NAD(P)H – Ndh zbliżonego do kompleksu dehydrogenazy NADH obecnego w mitochondriach. Kompleks Ndh zawarty w chloroplastach kodowany jest przez genom chloroplastowy. Istnienie drugiego składnika biorącego udział w chlorooddychaniu – oksydazy – udało się potwierdzić w chloroplastach Arabidopsis thaliana. Enzym ten jest kodowany przez genom jądrowy i ma strukturę podobną do mitochondrialnej oksydazy alternatywnej.